# Josef Kreiner (Japanologe)
Josef Kreiner (* 15. März 1940 in Wien) ist ein österreichischer Japanologe und war von 1977 bis zu seiner Emeritierung 2008 Professor für Japanologie an der Universität Bonn sowie Direktor des Japanologischen Seminars.

## Wirken
Kreiner ist ein Pionier der ethnologisch ausgerichteten Japanforschung und ein Spezialist für Okinawa und die Ainu. Er ist außerdem Mitbegründer der European Association of Japan Studies EAJS (Präsidentschaft 1973–1980), des Weiteren erster Direktor des Deutschen Instituts für Japanstudien (DIJ) und Gründer der Philipp-Franz-von-Siebold-Stiftung, BMBF (Direktor 1988–1996). Kreiner ist ein Schüler von Alexander Slawik. Von 1971 bis zu seiner Berufung nach Bonn 1977 war Kreiner ordentlicher Universitätsprofessor für Japanologie und Vorstand des gleichnamigen Instituts an der Universität Wien. Nach seiner Emeritierung war er an der Hōsei-Universität als Professor für Sonderaufgaben tätig und betreut unter anderem die neu gegründete International Association for Ryukyuan/Okinawan Studies (IAROS).

## Werke (Auswahl)
- als Herausgeber: Geschichte Japans. 6., aktualisierte und erweiterte Auflage. Reclam, Stuttgart 2018, ISBN 978-3-15-019574-1.
- als Herausgeber: Japanese Collections in European Museums (= Japan-Archiv. Bd. 5). Bier’sche Verlagsanstalt, Bonn 2005;
  - Band 1: General Prospects. ISBN 3-936366-06-3;
  - Band 2: Regional Studies. ISBN 3-936366-11-X;
  - Band 3: Regional Studies 2. ISBN 3-936366-48-9;
- Der Russisch-Japanische Krieg. (1904/05). V & R Unipress u. a., Göttingen u. a. 2005, ISBN 3-89971-247-1.
- als Herausgeber: Ryûkyû in World History (= Japan-Archiv. Bd. 2). Bier’sche Verlags-Anstalt, Bonn 2001, ISBN 3-9806179-7-1.

## Auszeichnungen
- 1968: Kardinal-Innitzer-Preis
- 1980 Korrespondierendes Mitglied der Österreichischen Akademie der Wissenschaften
- 1987 Special Price der Japan Foundation[2]
- 1991 Mitglied der Academia Europaea
- 1995 Higa-Shunchō-Preis der Gesellschaft für Kulturforschung Okinawa
- 1996 Yamagata-Bantō-Preis der Präfektur Ôsaka
- 1996 Culture Award, The Okinawa Times
- 1996 Bundesverdienstkreuz 1. Klasse
- 1997 Österreichisches Ehrenkreuz für Wissenschaft und Kunst I. Klasse
- 1997 Mitglied der Nordrhein-Westfälischen Akademie der Wissenschaften
- 1998 Verleihung der Ehrendoktorwürde von School of Social Sciences, Kwansei Gakuin University
- 2005 Eugen und Ilse Seibold-Preis der DFG für die Förderung des gegenseitigen Kulturverständnisses Deutschland-Japan
- 2006 Orden der Aufgehenden Sonne am Halsband, Goldene Strahlen
- 2008 Wahl zum Honorary Member der European Association of Japanese Studies (EAJS)